# En-men-lu-ana
En-men-lu-ana  de Bad-tibira fue el tercer rey pre-dinástico de Sumer (antes de ca. 2900 BC), según la Lista Real Sumeria.
De acuerdo con dicha lista, su reinado fue el más largo reinando durante 43.200 años y fue sucedido por Tammuz el pastor. Los reyes de la primera parte de la Lista Real Sumeria no suelen considerarse históricos, excepto cuando se mencionan en documentos contemporáneos. En-men-lu-ana no es uno de ellos. 